# Atosa
Atosa o Atossa (versión griega del persa antiguo *Utauθa, y este del avéstico Hutaosā, en persa: آتوسا‎) fue una reina consorte del Imperio aqueménida (550-475 a. C.). Era hija de Ciro II el Grande y su esposa Cassandane, esposa de Darío I, madre de Jerjes I y abuela de Artajerjes I.

## Nombre
El nombre Atosa (o Atusa) significa «otorgar muy ricamente» o «bien gotear» o «bien conceder». Atossa es la transliteración en griego antiguo: Ἄτοσσα del nombre en persa antiguo: Utauθa. Su nombre en avéstico es Hutaosā.

## Biografía
Nació c. 550 a. C.. Era la hija mayor de Ciro II el Grande; su madre pudo haber sido Casandane. Según las fuentes griegas, se casó con su hermano Cambises II tras la muerte de su padre, aunque sigue siendo problemático determinar la fiabilidad de estos relatos.
Según Heródoto, Cambises se casó supuestamente con dos de sus hermanas, Atosa y Roxana, siguiendo una costumbre elamita, ya que en 530 a. C., Cambises había asumido el título de Rey de Babilonia.  Esto se habría considerado ilegal. Sin embargo, Heródoto también afirma que Cambises se casó con la hija de Ótanes, Faidima, mientras que su contemporáneo Ctesias nombra a Roxana como esposa de Cambises, pero no se refiere a ella como su hermana.
Las acusaciones contra Cambises por haber cometido incesto se utilizan como una forma de vilipendiarlo: pintándolo como loco y vanidoso. Se trata de una cuestión historiográfica habitual en muchos textos históricos antiguos sobre Persia. Por ejemplo, uno de los principales registros de sus actos incestuosos procede de un texto egipcio que antagoniza muchas de sus acciones, mucho más allá del incesto. Sin embargo, se ha confirmado que muchas de las acusaciones del texto, como la matanza del toro Apis, son falsas, lo que significa que el informe de los supuestos actos incestuosos de Cambises también es cuestionable.
En 522 a. C. contrajo de nuevo matrimonio con Darío I, cuando este derrocó a su vez a Esmerdis. Atosa tuvo con Darío I varios hijos: Masistes, Aquémenes (futuro sátrapa de Egipto), Histaspes y Jerjes, su primogénito y sucesor en el trono de su padre.
Tenía gran autoridad en la casa real aqueménida y su matrimonio con Darío I se debe probablemente a su influencia, (sobre su matrimonio con Darío, cf. 111.88.) al hecho de que era hija del fundador del Imperio aqueménida, y a que era hermana de Cambises II y Bardiya; además de haber sido, además de la hija de Ciro, la esposa de tres monarcas sucesivos. Formaba parte del harén porque Cambises se había casado con ella antes de partir contra Egipto
Heródoto relata en Historias que Atosa tenía un tumor sangrante en el pecho. Un esclavo griego, Democedes, le extirpó el tumor. Este es el primer caso registrado de mastitis, a veces se interpreta como signo de un cáncer de mama. En su historia no ficticia del cáncer, The Emperor of All Maladies, Siddhartha Mukherjee imagina a Atosa viajando a través del tiempo, encontrando diferentes diagnósticos y tratamientos para su cáncer de mama. Atosa se convierte en emblema de los enfermos de cáncer a lo largo de la historia.
Heródoto llega incluso a sugerir que el hecho de que quisiera sirvientas helenas fue una de las razones por las que su marido Darío I decidió iniciar primera guerra médica.
Probablemente muriera antes de que Jerjes llegara al poder, posiblemente antes del 515 a. C., porque no es mencionada en las Tablillas de la Fortaleza de Persépolis. sin embargo, Heródoto considera que aún vivía durante el reinado de Jerjes, lo mismo que Esquilo, quien introduce a Atosa (sin nombrarla) como personaje principal en su tragedia Los persas. Poco se sabe respecto a la verdadera Atosa, si bien se especula que pudo proceder de una familia zoroastriana, ya que 'Atosa' es una figura mítica en esa religión. Según Heródoto, poseía esclavos griegos, que prefería sobre los esclavos persas.
Una de las razones por las cuales es famosa se refiere a su capacidad para interpretar los sueños como herencia de Ciro según Esquilo. En el sueño, Atosa interpretó el desastroso final de la campaña de Jerjes contra los griegos e identificó al águila (imperio aqueménida) y al halcón (Hélade) cuando este último mata a la primera.También fue citada por Heródoto aunque en esta ocasión como instigadora de dicha incursión.